# 圣希尼扬
圣希尼扬（法語：Saint-Chinian，法語發音：[sɛ̃ ʃinjɑ̃]）是法国埃罗省的一个市镇，属于贝济耶区。

## 地理
圣希尼扬（43°25'19"N, 2°56'49"E）面积23.29 平方千米，位于法国奧克西塔尼大區埃罗省，该省份为法国南部沿海省份，南濒地中海，西南接奥德省，西北接塔恩省和阿韦龙省，东北与加尔省接壤。
与圣希尼扬接壤的市镇（或旧市镇、城区）包括：阿西尼昂、巴博布尔杜、塞巴藏、费里耶尔普萨鲁、皮埃尔吕、维莱斯帕桑。

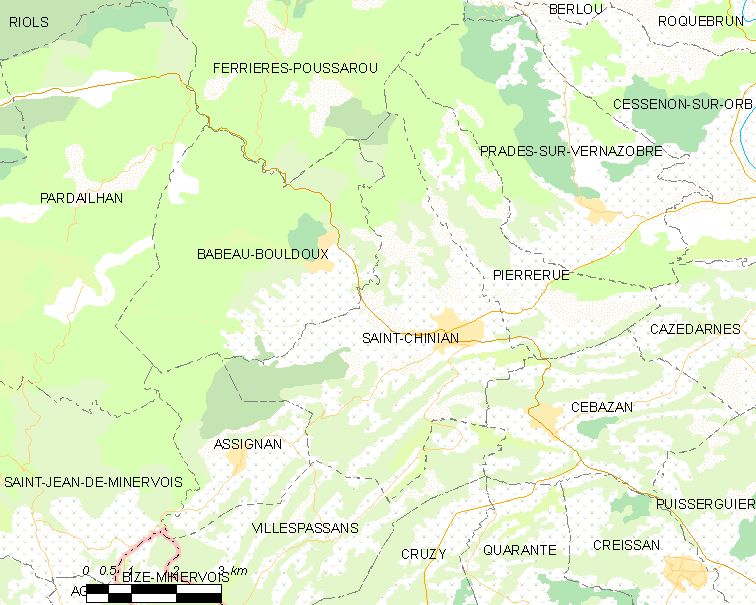
圣希尼扬的OSM定位图

圣希尼扬的时区为UTC+01:00、UTC+02:00（夏令时）。

## 行政
圣希尼扬的邮政编码为34360，INSEE市镇编码为34245。

## 政治
圣希尼扬所属的省级选区为圣庞斯德托米耶尔县。

## 人口

1962-2008年间圣希尼扬人口变化图示

圣希尼扬于2022年1月1日时的人口数量为1775人。